# Fantasmi (Wharton)
Fantasmi (Ghosts), tradotto in Italia anche come Storie di fantasmi, è una raccolta di racconti dell'orrore della scrittrice statunitense Edith Wharton, pubblicata postuma nel settembre 1937.

## Storia editoriale
Wharton dichiarò di essersi interessata ai racconti dell'orrore durante l'infanzia, quando una febbre tifoidea la costrinse a letto nel 1871 e la lettura di storie di fantasmi era il suo unico passatempo. Incoraggiata dall'amico Henry James, avrebbe coltivato un interesse per il genere per tutta la vita: cominciò a scrivere racconti gotici all'inizio del XXI secolo, pubblicandoli in una prima raccolta, Racconti di uomini e fantasmi, nel 1910.
La preparazione di Ghosts fu uno degli ultimi progetti a cui la scrittrice si dedicò: prima di morire nell'agosto 1937, aveva infatti preparato una raccolta di undici novelle dell'orrore scritte nel corso della sua carriera, a partire da Il campanello della cameriera del 1902 fino a La vigilia di Ognissanti, l'ultimo racconto che portò a termine, nel febbraio 1937. I racconti sono corredati da una delle rare prefazioni dell'autrice, in cui articola la funzione dei racconti di fantasmi ("se procura un brivido freddo lungo la schiena, ha fatto il suo lavoro e lo ha fatto bene"), cita i suoi modelli e fonti di ispirazione (James, Sheridan Le Fanu, Marion Crawford, Fitz-James O'Brien, Robert Louis Stevenson) e rivela la sua preoccupazione per il futuro del genere, messo a repentaglio dallo stile frenetico della vita moderna e recenti invenzioni, quali il cinema:
(Edith Wharton, "Prefazione", in Fantasmi, trad. Tiziana Lo Porto)

## Racconti
La vigilia di Ognissanti (All Souls', 1937)
Rimasta vedova e non più nel fiore degli anni, Sara Clayburn continua a vivere a Whitegates, la sua grande casa coloniale nel Connecticut. La sera della vigilia di Ognissanti, Sara incontra una donna misteriosa nei boschi che afferma di essere diretta da un'amica a Whitegates; più tardi, tornando a casa, Sara scivola sul ghiaccio e si frattura una caviglia. Il dottor Selgrove le ordina quindi di rimanere a letto assicurandole che sarebbe ritornato entro trentasei ore per fare una radiografia. La mattina dopo Sara si sveglia in una Whitegates deserta e completamente silenziosa. Si aggira zoppicando stanza per stanza in cerca dei domestici, ma sono tutti spariti e, dato che l'elettricità è saltata, non può neanche telefonare e chiedere aiuto. Giunta in cucina sente una voce, ma scopre che si tratta solo della radio. Torna quindi in camera da letto e si barrica dentro, accendendo il fuoco nel camino e armandosi con il revolver del marito. 
La mattina dopo la servitù è riapparsa e Sara riceve la visita di un nuovo dottore venuto a sostituire Selgrova; Agnes, la domestica, nega di aver lasciato la casa o abbandonato la padrona a se stessa e, senza la testimonianza dell'altro medico, è impossibile provare che Sara sia rimasta sola per trentasei ore. La donna decide di non insistere, non avendo prove, ma chiede al cugino di farle visita da New York e rimanere con lei fino all'autunno seguente. Poche settimane dopo essere tornato a New York, il cugino riceve la visita di Sara, terrorizzata, in piena notta, giunta precipitosamente dal Connecticut. La donna confessa di essere scappata perché, così come esattamente un anno prima, aveva visto la stessa donna misteriosa nei boschi vicino a casa e, non volendo ripetere la solitaria esperienza, è fuggita da Whitegates, dove non sarebbe mai più tornata. Il cugino prova a spiegare la vicenda suggerendo che la causa possa essere la fedele Agnes, proveniente dall'Isola di Skye (notoriamente infestata), e che possa quindi incanalare, anche inconsciamente, forze sovrannaturali.
Gli occhi (The Eyes, 1910)
Una piacevole serata dal signor Andrew Culwin si conclude con racconti di fantasmi, l'ultimo dei quali viene narrato dal padrone di casa. Culwin racconta che, in giovinezza, aveva trascorso del tempo nella tenuta della zia e qui si era fidanzato controvoglia con la scialba cugina Alice. La notte dopo il fidanzamento, Culwin non era riuscito a dormire a causa di due occhi vecchi e irati che lo fissavano incessantemente dall'oscurità. Terrorizzato dalla visione, era partito per l'Europa e, dopo un paio d'anni, gli era stato raccomandato a Roma il giovane e bellissimo Noyes, un aspirante scrittore a cui la cugina sperava che Culwin potesse fare da guida e mentore. Pur essendosi reso conto che il giovane non aveva alcun talento, Culwin aveva continuato a mentirgli, lodandolo e spronandolo: sapendo che la verità avrebbe allontanato Noyes da lui, Culwin aveva continuato a coltivarne il talento inesistente per tenerlo legato a sé. 
Soltanto dopo lungo tempo Culwin aveva confessato la verità al giovane, ferendolo e allontanandolo come temeva: da quella notte, per circa un mese, Culwin avrebbe dovuto fronteggiare il misterioso sguardo di disapprovazione che lo scrutava nel buio della sua camera. Di ritorno al presente, Culwin consola il suo giovane protégé, scosso dal racconto, rendendosi conto solo in quel momento, guardandosi allo specchio, che gli occhi anziani e amareggiati che lo avevano scrutato in passato erano i propri.
Dopo (Afterward, 1910)
Mary e il marito Edward Boyne sono una facoltosa coppia in pensione che si trasferisce a Lying, un'antica dimora del Dorsetshire. È stata la cugina Alida Stair a suggerire loro la casa, avvertendoli però che la magione è infestata, anche se di solito gli abitanti si accorgono solo dopo lungo tempo di aver avuto a che fare con episodi paranormali. Dopo un periodo inizialmente felice, Mary nota che il marito è diventato distante, specie dopo che i coniugi avevano visto da lontano una figura aggirarsi vicino alla casa. Due mesi più tardi, Mary scopre che il marito è stato querelato da un certo Elwell, che però ha ritirato la causa. La mattina dopo un giovane arriva a Lying, chiedendo di parlare con Edward; Mary lo indirizza allo studio del marito. Alcune ore dopo, quando Edward tarda a pranzo, Mary scopre dalla servitù che il padrone di casa si è allontanato con il giovane e non ha più fatto ritorno.
Due settimane dopo la scomparsa di Edward, Mary riceve la visita di Parvis, l'avvocato di famiglia, che le rivela che un affare del marito aveva rovinato la vita di Elwell, che si era quindi sparato; il maldestro tentativo di suicidio non era andato a buon fine ed Elwell era spirato dopo due mesi di agonia. Vedendo una foto del morto sul giornale, Mary si rende conto che Elwell era il giovane che lei e il marito avevano visto un paio di mesi prima, nonché l'uomo misterioso con cui il marito è sparito da due settimane. Comprende quindi che due mesi prima Elwell era apparso davanti a Lying ma, non essendo ancora morto, non aveva le forze per compiere la sue vendetta su Edward, come effettivamente avrebbe fatto dopo essere diventato un fantasma.
Il campanello della cameriera (The Lady's Maid's Bell, 1902)
La giovane Hartley fatica a trovare lavoro come cameriera a causa dell'aspetto malaticcio lasciatole dalla febbre tifoidea. Dopo due mesi di ricerche, trova lavoro presso la signora Brympton, la cui precedente cameriera, Emma Saxon, era morta dopo vent'anni di fedele servizio. Hartley si trasferisce a Casa Brympton e le viene assegnata la camera di fronte a quella della Saxon, da cui, pur essendo chiusa a chiave, a volte provengono suoni e rumori. La vita trascorre lenta nella dimora: la signora Brympton è gentile ma cagionevole e la monotonia viene interrotta solo dalle sporadiche visite del cupo signor Brympton e dell'affascinante vicino, il sig. Ranford. 
Hartley vede più volte una figura solitaria vagare per la casa e, dopo averla scambiata a lungo per una domestica taciturna, comprende che è il fantasma di Emma Saxon. Una notta segue il fantasma fino alla tenuta di Ranford, ma non riesce a capire cosa lo spettro stia cercando di comunicarle. Poco dopo viene svegliata dal campanello della padrona e, mentre si reca di lei, sente del trambusto al piano di sotto. Giunta nella camera padronale, Hartley vede la padrona morire davanti a suoi occhi, mentre il fantasma di Emma appare, visibile per la prima volta anche al signor Brympton.
Kerfol (1916)
All'anonimo narratore viene consigliato dai Lanvirain di affittare la tenuta di Kerfol, in Bretagna. Si reca a visitare la casa il 2 novembre e la considera bella, ma un po' spettrale. La dimora è disabitata, se non per un branco di cani silenziosi che vi si aggirano intorno. Il giorno dopo il protagonista legge la storia di Kerfol, scoprendo che nel XVII secolo il signore del luogo, Yves de Cornault, aveva sposato in seconde nozze la giovane Anne. Pur avendo la reputazione di marito esigente, Yves fa molti regali alla moglie, che non riesce a concepire. Un giorno il nobile viene ritrovato morto e orribilmente mutilato: i sospetti ricadono su Anne, l'unica presente al momento dell'omicidio. 
Durante il processo, Anne rivela il carattere tirannico e geloso del marito, da cui trovava qualche conforto solo nell'amicizia con Hervé de Lanvirain. Follemente geloso della moglie, Yves strangola i suoi cani uno ad uno. Intanto Hervé, di ritorno da un Paese straniero, cerca di aiutare Anne a fuggire dal marito violento: tuttavia, proprio quando i piani di fuga stanno per essere sventati dall'arrivo di Yves, il nobile viene attaccato e sbranato da un misterioso branco di cani. La testimonianza di Anne lascia tutti perplessi: la donna, ritenuta pazza, non viene condannata e trascorre i suoi ultimi anni rinchiusa a Kerfol.
Il trionfo della notte (The Triumph of the Night, 1914)
Nel mezzo di una tempesta di neve, il giovane segretario George Foxon viene accolto nella tenuta del magnate John Lavington. L'offerta di trascorrere la notte nella dimora gli è stata fatta da Frank Rainer, il nipote appena maggiorenne di Lavinton, un giovanotto simpatico ma cagionevole a causa della tubercolosi che lo affligge. Durante la serata, Foxon conosce Lavington e due colleghi che sono venuti a celebrare il ventunesimo compleanno di Frank e a fare da testimoni per la firma dei documenti per l'eredità lasciatagli dalla famiglia. 
Durante la serata, Foxon ha diverse visioni di un doppelgänger malevolo di Lavinton, che lo terrorizzano fino a spingerlo a fuggire dalla tenuta. Sarà Frank a convincerlo a tornare al riparo e Foxon, spaventato, ritorna a Casa Lavington giusto in tempo per vedere il giovane crollare a terra morto. Solo mesi dopo, leggendo sul giornale che Lavington era andato in bancarotta ma si era salvato grazie a un'iniezione di capitale da dieci milioni di dollari, Foxon si rende conto che le visioni che aveva avuto a cena erano stati un avvertimento sovrannaturale per metterlo in guardia sulle vere intenzioni del padrone di casa: uccidere il nipote per accaparrarsi la sua eredità.
La signorina Mary Pask (Miss Mary Pask, 1925)
Mentre si trova in vacanza in Bretagna, l'anonimo narratore si ricorda che Mary Pask, la cognata del caro amico Horace Bridgeworth, vive nelle vicinanze e decide di andare a trovare la donna, una zitella di mezz'età, nella sua casa a Baie des Trépassés, vicino a Morgat. Giunta al cancello di casa dopo un travagliato viaggio nella nebbia, il protagonista ricorda improvvisamente che la signorina Pask era morta un anno prima: lui stesso avevo incontrato Grace, sorella della deceduta, pochi minuti dopo che la donna aveva ricevuto un telegramma con la tragica notizia. 
È con sua grande sorpresa quindi che viene fatto accomodare in casa, dove viene ricevuto dalla stessa Mary Pask. La donna, pallida e strana, parla lugubremente della solitudine che l'attanaglia dal momento della sua "morte", del fastidio che le provoca la luce e del fascino che la notte esercita su di lei. Spaventato, il narratore cerca di andarsene, ma la signorina Pask lo supplica insistentemente di trascorrere la notte con lei. Terrorizzato, il protagonista fugge e, tale è lo shock dell'incontro, che l'indomani ha una grossa crisi e viene ricoverato a lungo in un sanatorio svizzero. 
Di ritorno a New York, ricomincia a frequentare i coniugi Bridgeworth e, dopo qualche tempo, nella speranza di dare sollievo all'anima di Mary, confessa a Grace di essersi recato dalla sorella e fa qualche domanda sullo stato della lapide, sospettando che lo spirito non riposi in pace a causa di una sepoltura frettolosa. Grace gli chiede come abbia trovato la sorella, ma le domande sulla tomba la sorprendono e le fanno dubitare che il narratore sia effettivamente andato a Baie des Trépassés. Si scopre quindi che Mary non era affatto deceduta l'anno prima: il telegramma che aveva ricevuto era stato successivamente smentito, dato la morte apparente della signorina Pask era stata causata da una trance temporanea.
Stregato (Bewitched, 1926)
In una gelida serata nel New England, Orrin Bosworth, il diacono Hibben e Sylvester Brand vengono invitati a Casa Rutledge dalla padrona di casa, Prudence, che li informa che il marito Saul è stato stregato. Da molti mesi, quasi ogni sera al tramonto, Saul riceve la visita di Ora Brand, la figlia di Sylvester morta l'anno prima e con cui era stato brevemente legato prima di sposare Prudence. I tre uomini reagiscono con scetticismo alla rivelazione e neanche la vista di Saul, visibilmente deperito, li convince dei suoi incontri con la donna vampiro descritta da Prudence.
Decidono quindi di appostarsi vicino al luogo di incontro tra Saul e la morta: dopo aver seguito le impronte di piedi nudi nella neve, i tre fanno irruzione nella baracca descritta dalla signora Rutledge e Sylvester spara un colpo. Tre giorni dopo l'altra figlia di Sylester, Vanessa, viene sepolta nel cimitero della cittadina: la sua morte ha destato scalpore nella cittadina a causa della rapidità della malattia, descritta come un imprecisato problema polmonare. 
Il signor Jones (Mr. Jones, 1928)
Quando la trentacinquenne Lady Jane Lynke eredita all'improvviso Bells, una vasta tenuta nel Sussex, decide di trasferirvici immediatamente. Tuttavia, dovrà fare i conti con il custode, il signor Jones, che pur non riuscendo mai a incontrare di persona, lascia precise istruzioni sulla gestione della casa, che le vengono comunicata dalla signora Clemm, la governante, nonché pronipote di Jones. Troppo malato per ricevere visite, Jones detta la regole della casa, proibendo alla padrona, con futili pretesti, l'accesso al salotto a sud (la blue room) e all'archivio. Il romanziera Edward Stramer, che Lady Jane ha invitato a Bells, ironizza sulla situazione e comincia a sospettare che Jones non esista affatto.
Solo dopo aver minacciato di sfondare la porta dell'archivio, Lady Jane riceve dalla governante la chiave della stanza. Edward e Lady Jane rovistano tra le carte e le corrispondenze degli antenati, scoprendo che il materiale del periodo tra il 1815 e il 1835 è stato trafugato; le impronte fresche sul pavimento polveroso rivelano che il furto è stato commesso di recente. Lady Jane nota una figura nell'ombra aggirarsi vicino a una scrivania ma, distratta dalla signora Clemm, perde le tracce di Jones, sparito misteriosamente. Nei cassetti della scrivania, che Jones ha riservata a uso privato, lei e Stramer trovano le lettere sparite dall'archivio, attraverso le quali riescono a ricostruire la storia dell'ultima padrona di casa. Juliana Portallo era infatti la moglie sordomuta dell'ultimo proprietario, Peregrine Vincent Theobald Lynke, che l'aveva sposata per i suoi soldi e poi resa effettivamente prigioniera del signor Jones prima di trasferirsi ad Aleppo, dove sarebbe morto di peste nel 1828. 
Mentre Edward e Lady Jane cercano di capire se il signor Jones menzionato nella lettera sia l'attuale custode di Bells, la cameriera Georgiana irrompe nella stanza, sconvolta per la morte della zia, la signora Clemm. Corsi nella camera della governante, Edward e Lady Jane non possono che accertare il decesso della donna che, come i lividi intorno al collo attestano, è stata strangolata a morte da poco. A Georgiana viene intimato di rivelare dove si trovi Jones e, prima di svenire, la serva confessa che il custode è morto da decenni e riposa nel cimitero locale.
Semi di melograno (Pomegranate Seed, 1931)
L'avvocato newyorchese Kenneth Ashby ha sposato in seconde nozze Charlotte Gorse dopo la morte dell'amatissima moglie Elsie, madre dei suoi due figli. A un anno dal matrimonio, Charlotte non potrebbe essere più felice, anche se occasionalmente la sua gioia è eclissata dall'arrivo di lettere misteriose che turbano il marito inspiegabilmente. Tornata a casa prima del marito, Charlotte vede che una nuova lettera, l'ottava dal loro ritorno dalla luna di miele, è arrivata per il marito. Decide quindi di spiare la reazione di Kenneth mentre apre la busta e, ancora una volta, è colpita dall'impatto devastante che la missiva ha sul coniuge. Affronta quindi Kenneth sull'argomento, ma lui si rifiuta di parlarne, sostenendo che sia una lettera d'affari e quindi protetta dal segreto professionale. Charlotte, gelosa, è convinta che le lettere vengano da una donna e supplica il marito di portarla via in vacanza per qualche tempo per distrarsi; Kenneth inizialmente rifiuta, ma alla fine cede.
La mattina dopo Kenneth esce presto per andare a lavorare e lascia detto a Charlotte di preparare i bagagli, dato che salperanno l'indomani. Charlotte è soddisfatta per la vittoria sulla donna misteriosa, a cui Kenneth chiaramente preferisce lei, ma con il trascorrere delle ore scopre che il marito è irreperibile: dopo aver chiamato in ufficio, ha scoperto che Kenneth è uscito a metà mattina e non è più tornato. Giunta sera, Charlotte si reca dalla suocera nella speranza di trovarvici il marito, ma resta delusa. Non riuscendo a contattare Kenneth da oltre mezza giornata, Charlotte e la signora Ashby tornano a casa, dove trovano una nuova lettera per lui. Colpita dalla reazione della suocera alla grafia sulla busta, Charlotte minaccia di aprire la lettera e, dopo essersi fatta spiegare le circostanza, la signora Ashby la incoraggia a leggerla. Tuttavia le due donne non riescono a leggere che qualche parola, tanto l'inchiostro è sbiadito. La reazione della suocera alla vista della grafia basta a Charlotte per comprendere che le lettere provengono da Elsie, la defunta prima moglie di Kenneth. La signora Ashby incoraggia Charlotte a chiamare la polizia e denunciare la scomparsa del marito.
Una bottiglia di Perrier (A Bottle of Perrier, 1926)
Il giovane archeologo americano Medford si reca nel deserto per andare a trovare Henry Almodham, un collega britannico più maturo che aveva incontrato a Luxor l'anno prima. Giunto nel vecchio castello templare, Medford scopre che l'amico non è in casa: il domestico Gosling lo informa che il padrone è partito la mattina stessa per uno scavo archeologico e sarebbe tornato in serata o, al massimo, all'indomani. Dopo quasi una settimana, Almodham non è ancora tornato e di lui non si hanno notizie: Medford è preoccupato per l'amico, ma Gosling non dà peso alla cosa. Con il passare dei giorni, Medford approfondisce la sua conoscenza, scoprendo che Gosling non si fida dei servitori arabi e che serve Almodham da quasi dodici anni senza aver mai lasciato la tenuta, nonostante le vaghe promesse di vacanze imminenti da parte del padrone. 
Medford è ormai certo che sia successo qualcosa ad Henry e prova a mettersi d'accordo con Selim, uno dei servitori arabi, per mettersi a cercare l'amico del deserto; il piano viene però sventato da Gosling, sempre più instabile, che avverte Medford di non fidarsi degli arabi, che sicuramente lo ucciderebbero. Il domestico prova anche a farlo partire con la carovana prevista dopo un paio di giorni, ma l'archeologo rifiuta, deciso ad aspettare l'amico. Intanto a Medford viene il dubbio che Almodham in realtà non abbia mai lasciato la tenuta, avvertendo la sua presenza nel castello. Una sera, dopo essersi addormentato in terrazza, viene svegliato dalle mani di Gosling, che aveva tentato di spingerlo giù dal parapetto. Colto in flagrante, Gosling confessa di aver ucciso allo stesso modo Almodham la vigilia dell'arrivo di Medford: il padrone gli aveva concesso dopo più di undici anni la tanto agognata vacanza, solo per rifiutargliela con pochissimo preavviso dato che la presenza di Medford avrebbe richiesto i servigi del suo domestico più fidato.

## Edizioni
- Storie di fantasmi, collana Il soprannaturale dietro l'angolo, traduzione di Gabriella Ernesti, illustrazioni di Laszlo Kubinyi, Bompiani, 1980, ISBN 9788845254574.
- Fantasmi, collana Le Grandi Scrittrici, traduzione di Tiziana Lo Porto, Neri Pozza, 2022,  p. 384, ISBN 9788854526198.